# القبضة المحطمة (دي سي كوميكس)
القبضة المحطمة (بالإنجليزية: Shatterfist)‏ هو اسم شريران خارقان في دي سي كومكس.

## تاريخ النشر
أول ظهور للشخصية كان في فرقة العدالة الأمريكية #223 وتم إنشاؤه من قبل جيري كونواي وتشاك باتون.
وكان أول ظهور للقبضة المحطمة الثاني في الفانوس الأخضر المجلد. 3 #51 وتم إنشاؤه من قبل رون مارز وداريل البنوك.

## سيرة الشخصية الخيالية

### القبضة المحطمة الأصلي
القبضة المحطمة شرير من كوريا يخوله أوفرماستر للأنضمام إلى كادر الأصلي. ظهر لأول مرة في فرقة العدالة الأمريكية #234 (كانون الثاني / يناير 1985). سنوات في وقت لاحق، عاد كجزء من كادر الجديد التابع لأوفرماستر، ولكن في نهاية المطاف قتله آيس. كانت قوة القبضة المحطمة الخارقة هي بأته سيد فنون الدفاع عن النفس.

### الخليفة
خلفاً أمريكياً قاتل مرة مات أودير في مدينة العقيق. التحق في وقت لاحق إلى كادر كسلف له.
وظهر في وقت لاحق في ستارمان المجلد. 2 #47 (تشرين الأول / أكتوبر 1998)، مع إعادة تشكيل كادر في شركة الطاقة #1, 5, 8–9 و 12–15.
وظهر كجزء من مجموعة من الأشرار الذين يرغبون في تجنب المسك.
وهو أيضاً عضو في الميزان جمعية سرية من الأشرار الخارقين.

## في وسائل الإعلام الأخرى

### التلفزيون
- أول ظهور للقبضة المحطمة كان في فرقة العدالة غير محدود حلقة «صراع». إلى جانب زملائه من أعضاء كادر الكتلة السوداء، العتلة، الكرة السريعة وقد هزمهم سوبرمان وباتمان. كما ظهر في «مباراة الحقد»، كمشارك في إحدى مباريات قفص الروليت، جنباً إلى جنب مع هيلهوند.